# 4 juin 1926
Le vendredi 4 juin 1926 est le 155e jour de l'année 1926.

## Naissances
- Ain Kaalep, écrivain estonien
- Georges Baert (mort le 5 octobre 2017), joueur de basket-ball belge
- Judith Malina (morte le 10 avril 2015), actrice américaine
- Meredith Belbin, psychosociologue britannique
- Mohamed El Kassab (mort le 25 décembre 1986), médecin et orthopédiste tunisien
- Robert Earl Hughes (mort le 10 juillet 1958), américain et homme le plus lourd au monde
- Tristan Maya (mort le 27 août 2000), poète français

## Décès
- Carolina Ferni (née le 20 août 1839), soprano et violoniste italienne
- Fred Spofforth (né le 9 septembre 1853), joueur de cricket australien
- José Reynés (né en 1850), sculpteur espagnol